# Ceratopipra cornuta
El saltarín copetón (Ceratopipra cornuta), también denominado saltarín encopetado (en Venezuela), es una especie de ave paseriforme de la familia Pipridae perteneciente al género Ceratopipra. Es nativo del norte de América del Sur.

## Distribución y hábitat
Se distribuye en las montañas del sur de Venezuela y adyacente oeste de Guyana (hacia el este hasta Merumé y meseta de Potaro) y extremo norte de Brasil (alto río Branco).
Esta especie es considerada poco común en su hábitat natural: el sotobosque de bosques montanos bajos de los tepuyes, principalmente entre los 900 y los 1600 m s. n. m. de altitud.

## Sistemática

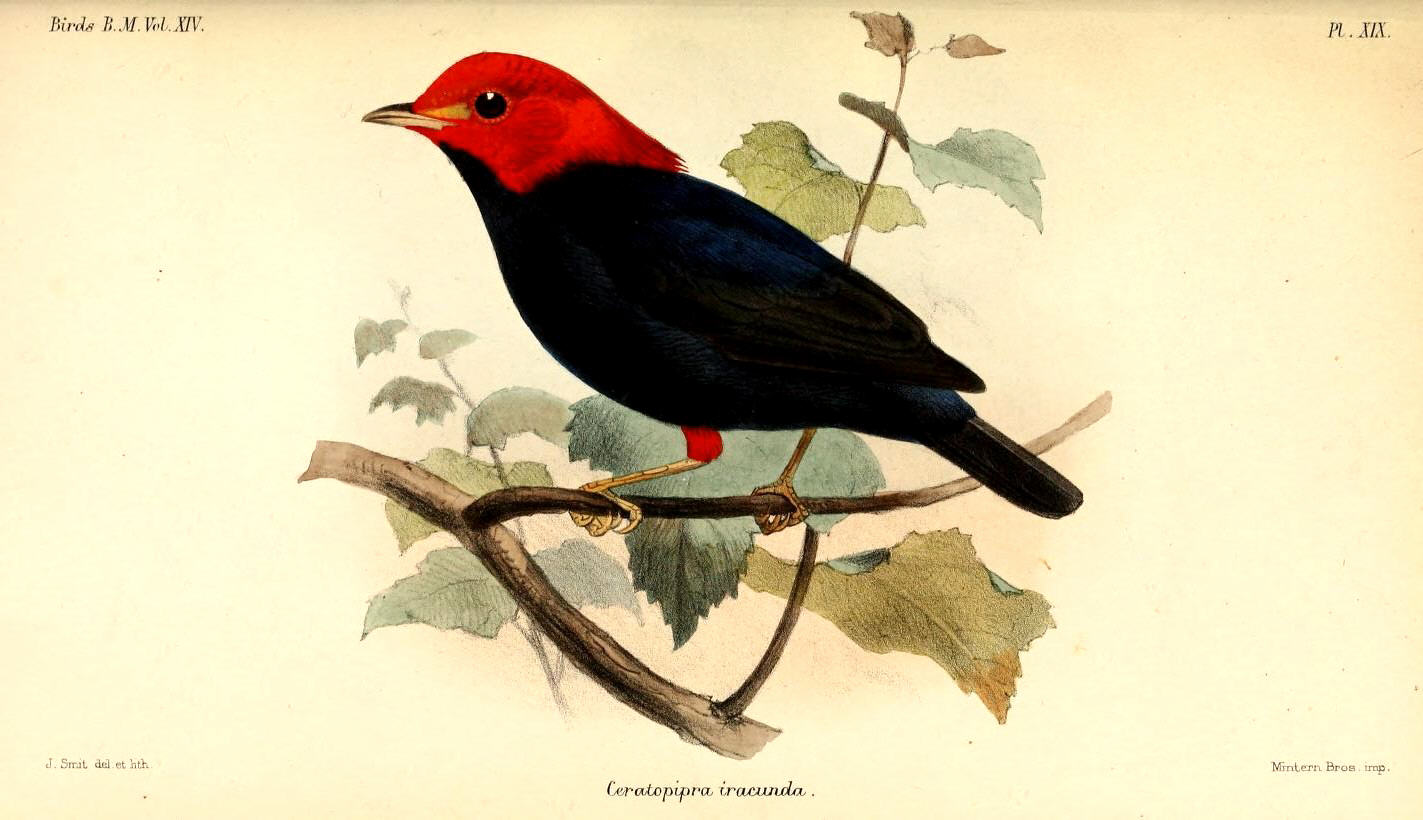
Ceratopipra iracunda sinónimo de Ceratopipra cornuta; ilustración de Smit para Catalogue of the birds in the British Museum, 1888.

### Descripción original
La especie C. cornuta fue descrita por primera vez por el naturalista alemán Johann Baptist von Spix en 1825 bajo el nombre científico Pipra cornuta; su localidad tipo es: «"in sylvis flum. Amazonum"; restringido para Monte Roraima, Venezuela».

### Etimología
El nombre genérico femenino «Ceratopipra» es una combinación de la palabra del griego «keras, keratos» que significa ‘cuerno’, y del género Pipra, los manaquines; y el nombre de la especie «cornuta», deriva del latín «cornutus» que significa ‘con cuernos’.

### Taxonomía
Es monotípica.